# HD 83380
HD 83380 eller HR 3833, är en ensam stjärna belägen i den mellersta delen av stjärnbilden Luftpumpen. Den har en skenbar magnitud av ca 5,62 och är svagt synlig för blotta ögat där ljusföroreningar ej förekommer. Baserat på parallax enligt Gaia Data Release 3 på ca 10,46 mas, beräknas den befinna sig på ett avstånd på ca 312 ljusår (ca 96 parsek) från solen. Den rör sig närmare solen med en heliocentrisk radialhastighet på ca –2,6 km/s.

## Egenskaper
HD 83380 är en orange till röd jättestjärna av spektralklass K1 III, och är en utvecklad röd jätte. Stjärnutvecklingsmodeller enligt Gaia DR3 placerar objektet på den röda jättegrenen. Den har en massa som är ca 2,2 solmassor, en radie som är ca 10 solradier och utsänder energi från dess fotosfär motsvarande ca 55 gånger solen vid en effektiv temperatur av ca 4 900 K.
Mångfaldsstatusen för HD 83380 är inte allmänt överenskommen. De Mederios et al. (2014) fann att det var en trolig spektroskopisk dubbelstjärna medan Eggleton och Tokovinin (2008) listar den som en ensam stjärna.